# Румунска револуција 1989.
Румунска револуција 1989. била је једнонедељни скуп насилних немира и нереда у Румунији током касних децембарских дана 1989. године. Овом револуцијом збачен је комунистички режим румунског диктатора Николае Чаушескуа, који је заједном са својом женом Еленом осуђен на смрт и погубљен. То је било једина насилна смена комунистичког режима у источној Европи где су погубљени носиоци тог режима.

## Узроци револуције
Као и суседним земљама и у Румунији је дошло до општег незадовољства комунистичким режимом крајем 80-их година 20. века. Међутим, у Румунији није дошло до дестаљинизације и тиранија режима је била много већа него у другим земљама. Чаушескуово вођење земље са нагласком на отплату великог страног дуга и на градњи мега-пројеката (огромна Палата Народа, Канал Чернавода-Негру Вода,...) довело је до наглог и великог сиромашења румунског становништва. Са друге стране Румунија је била права „полицијска држава”, где је тајна полиција (рум. Секуритатеа) могла да ради шта је хтела са било којом особом осим са државним врхом.
Николаје Чаушеску и његова жена Елена су били „прави” диктаторски пар, који је од себе стварао култ током 25 година владавине. Њихова владавина више је подсећала на комунистичке режиме на Далеком истоку (Северна Кореја, Кина за време "Културне револуције”) него на режиме у околним комунистичким државама. Када је Михаил Горбачов започео са реформама у СССРу (тзв. „Перестројка”) Чаушеску је наставио „тврдом линијом”. Иако га је Горбачов критиковао због начина владавине, Чаушеску је остао истрајан и у историју је отишао као последњи заговорник овог правца у источној Европи.

## Ток револуције
Претходница револуције били су протести у Темишвару, који су започели 16. децембра 1989. године. Они су били проузроковани хапшењем мађарског реформатског свештеника Ласла Токеша који је напао режим у иностраним изворима информисања. Свештеник је на крају добио кућни притвор, а око његовог дома су се почели окупљати грађани у знак подршке. Ускоро су се протести преселили на главни градски трг, где су почели немири, у којима су органи реда и тајна полиција Секуритатеа напале учеснике. Немири су се продужили и на 17. децембар, још увек ограничени на Темишвар. 19. децембра почели су масовни протести у граду (око 100 хиљада учесника).
Због погоршаног стања у земљи Чаушеску се  20. децембра раније вратио из посете Ирану. Одмах је одржао говор о „страном нападу на независност Румуније”. Дан касније он је са балкона зграде партијског комитета пред 110 хиљада насилно окупљених људи одржао говор у циљу смиривања нереда у Темишвару и истицања комунистичких идеала. Без додира са народом, Чаушеску је био сигуран да ће га маса подржати великим аплаузом. Али ово су учинили само они у предњим редовима, који су били најизложенији погледу. У то време просечан радник зарађивао је 4 долара дневно.
Већ на самом почетку говора проломило се узвикивање – „доле Чаушеску, доле диктатор, доле савремена Гвоздена гарда, нисмо ми хулигани, нити фашисти, ми смо народ”, и слично. Основне политичке пароле биле су: „хоћемо реформу, али најпре да Чаушеску поднесе оставку”. Затим су се чули узвици: – „ти си нас данас окупио, па желимо да ти кажемо истину и све шта мислимо о теби”.
На крајевима окупљене масе људи почели су немири, додатно искомпликовани подметнутим бомбама, хицима и пожарима, што је направило невиђени хаос у маси. Секуритатеа је напала нпобуњену масу.
Након ових речи митинг је прекинут, након чега је Н. Ч. још једном покушао да говори, али су звиждуци негодовања и протеста били све јачи тако да је Н. Ч. био присиљен да напусти митинг.
Чаушеску се са пратњом одмах повукао у зграду комитета. У Букурешту су тад настали нереди слични оним у Темишвару. Узвикивани су слогани против комунистичке партије и диктатора и замењиване заставе комунистичке Румуније са старим заставама без комунистичких симбола. Број људи на улици је растао и ускоро су се војска и полиција појавиле на улици. На масу је пуцано са разних зграда и уличних места, из тенкова, људи су пребијани и поливани водом под притиском. Преживели су се повлачили са улица и пред зору град је био пуст.
Чаушеску је организовао нови митинг следећег дана (22. децембра). Међутим, већ изјутра, људи пристигли из провинције на митинг су се отели контроли и пробили полицијске барикаде. Истог јутра дотадашњи министар полиције је умро под неразјашњеним околностима, а њега је заменио Виктор Станкулеску, који је тог дана одбио Чаушескуове наредбе и тиме постао кључна личност за успех револуције. Он је такође кључна личност за успон будућег председника Илијескуа, кога је подржао у овим тренуцима.
Брачни пар Чаушеску напустио је престоницу хеликоптером и одлетео прво у палату Снагов, а затим у румунски град Трговиште. Ту их је по спуштању препознала и ухапсила месна полиција. После три дана суђења, на Божић, 25. децембра 1989. године, Николае Чаушеску и његова жена Елена су проглашени кривим због низа оптужби, добили су смртну казну и стрељани у Трговишту.
На вест о хапшењу веома омрзнутог председничког пара у Румунији, посебно у Букурешту, настало је славље. Цепани су портрети Чаушескуа и партије. Истовремено је дошло до сукоба између фракција у војсци на букурештанском аеродрому Отопени, где је било много жртава. Већи део војске био је одан старом режиму и заузео је многе кључне зграде у Букурешту. 24. децембра Букурешт је био у „ратном стању”, јер су тенкови и војна возила патролирали градом. Било је много пожара и пуцњаве. Ово је трајало до 27. децембра, када се стање смирило.

## Наслеђе револуције
У поређењу са другим земљама у окружењу промена власти била је тешка и „крвава”. Током револуције, у нападима полиције и војске погинуло је 1.104 румунска грађана, а рањено 3.352. Међународно мњење и многе државе подржале су Румунску револуцију и послале помоћ у храни, лековима и одећи.
И данас је за Румунску револуцију из 1989. године везано много контроверзи и тајни. Нови председник Румуније постао је Јон Илијеску, некадашњи сарадник Чаушескуа, што је додатно повећало сумњу у стварни учинак револуције.